# Lista de episódios de Southland
Southland é uma série de televisão americana de gênero drama criada por Ann Biderman. Começou indo ao ar na emissora americana NBC no dia 9 de Abril de 2009. 

## Série em geral
| Temporada | Temporada | Episódios | Data de lançamento    | Data de lançamento      | Canal | Lançamento em DVD     | Telespectadores (média) |
| Temporada | Temporada | Episódios | Estreia de temporada  | Final de temporada      | Canal | Lançamento em DVD     | Telespectadores (média) |
| --------- | --------- | --------- | --------------------- | ----------------------- | ----- | --------------------- | ----------------------- |
|           | 1         | 7         | 9 de abril de 2009    | 21 de Maio de 2009      | NBC   | 26 de Janeiro de 2010 | 7.4                     |
|           | 2         | 6         | 2 de março de 2010    | 6 de abril de 2010      | TNT   | 24 de Maio de 2011    | 2.1                     |
|           | 3         | 10        | 4 de janeiro de 2011  | 8 de março de 2011      | TNT   | —                     | 2.9                     |
|           | 4         | 10        | 17 de janeiro de 2012 | —                       | TNT   | 20 de março de 2012   | —                       |
|           | 5         | 10        | —                     | 13 de fevereiro de 2013 | TNT   | 17 de abril de 2013   | —                       |